# Scotura nigricaput
Scotura nigricaput is een vlinder uit de familie van de tandvlinders (Notodontidae). De wetenschappelijke naam van de soort werd voor het eerst geldig gepubliceerd in 1923 door Paul Dognin.